# Premio Nevanlinna
Il premio Nevanlinna, intitolato al matematico finlandese Rolf Nevanlinna (1895 - 1980), 
ora ridenominato IMU Abacus Medal , è assegnato ogni quattro anni a chi ha dato rilevanti contributi agli aspetti matematici della scienza dell'informazione. 

## Storia
Un tale premio era stato deciso dal Comitato Esecutivo della International Mathematical Union, IMU, nell'aprile 1981 e nell'aprile 1982 è stato accettato il finanziamento al premio da parte dell'Università di Helsinki. Rolf Nevanlinna era stato rettore dell'Università di Helsinki e presidente dell'IMU e a partire dal 1950 si era adoperato  per organizzare attività riguardanti il computer nelle università finlandesi. Il premio consiste in una medaglia d'oro e in una somma di denaro simile a quella che accompagna le medaglie Fields.
Più recentemente il Comitato Esecutivo dell'IMU ha precisato che il premio va attribuito per contributi eminenti sugli aspetti matematici delle scienze dell'informazione, includendo:
- Gli aspetti matematici dell'informatica, come la teoria della complessità, la logica dei linguaggi di programmazione, i modelli di macchine, la crittografia.
- Calcolo scientifico, analisi numerica e ottimizzazione.
- Teoria dell'informazione, elaborazione dei segnali, teoria del controllo e modellizzazione dell'intelligenza.

## Elenco dei premiati
- 1982 Robert Tarjan
- 1986 Leslie Valiant
- 1990 Alexander A. Razborov
- 1994 Avi Widgerson
- 1998 Peter Shor
- 2002 Madhu Sudan
- 2006 Jon Kleinberg
- 2010 Daniel Spielman
- 2014 Subhash Khot[2]
- 2018 Constantinos Daskalakis
- 2022 Mark Braverman [3]